# Picco dell'Indipendenza
Il Picco dell'Indipendenza (in tagico Қуллаи Истиқлол, Qullai Istiqlol) è una montagna del Tagikistan appartenente al massiccio del Pamir, di cui rappresenta la settima cima per altezza.
I membri della spedizione congiunta tedesco-sovietica dell'Alaj-Pamir che lo scoprirono nel 1928 lo battezzarono inizialmente Dreispitz. Due degli alpinisti che partecipavano alla spedizione, Karl Wien ed Eugen Allwein, tentarono di raggiungerne la cima, ma dovettero rinunciare a causa dell'alta quantità di neve e del pericolo di valanghe. 
Dopo la seconda guerra mondiale, la montagna fu ribattezzata Picco della Rivoluzione (Қуллаи Инқилоб, Qullai Inqilob). La prima ascensione venne finalmente effettuata nel 1954 da un gruppo di alpinisti sovietici guidato da Aleksej Ugarov. Dal luglio 2006 la montagna è conosciuta come Picco dell'Indipendenza.
La vetta, ammantata di ghiaccio, raggiunge i 6940 m di altezza e costituisce il punto più elevato dei monti dello Jazgulem. Sul suo versante nord-occidentale si trova il punto dal quale trae origine il ghiacciaio Fedčenko. I ghiacciai sui suoi versanti orientale e sud-occidentale alimentano invece il Bartang.